# Kinesisk fan tan
Kinesisk fan tan är ett kortspel med utpräglad hasardkaraktär, där vinst och förlust helt och hållet är beroende av slumpen.  
Spelet går ut på att satsa på ett vinnande tal mellan 1 och 4. Insatserna placeras runt ett jokerkort, där hörnen får representera varsin siffra. Den spelare som har rollen som bankir lyfter av en godtycklig bunt av en kortlek och räknar sedan upp korten fyra och fyra så länge det går. Blir 1, 2 eller 3 kort över, vinner de spelare som satsat på motsvarande tal, och går det jämnt upp, vinner de som satsat på 4.
Spelets förebild är det kinesiska hasardspelet fan tan, som spelas på motsvarande sätt och där det vinnande talet avgörs av antalet bönor, mynt eller dylikt i en skål.
Fan tan används också som namn på ett helt annat kortspel, se sjuan.